# Alfred Maudslay
Alfred Percival Maudslay (18 de marzo de 1850 - 22 de enero de 1931) fue un diplomático, explorador y arqueólogo británico. Fue uno de los primeros europeos en estudiar en profundidad los yacimientos arqueológicos mayas precolombinos en Guatemala, México, y Honduras. 

## Datos biográficos
Maudslay nació en Lower Norwood Lodge, cerca de Londres, Inglaterra, en el seno de una familia adinerada descendiente de Henry Maudslay. Estudió en el Royal Tunbridge Wells y en la Harrow School. Más tarde continuó sus estudios de ciencias naturales en el Trinity Hall de Cambridge entre 1868 y 1872, donde se vinculó profesionalmente con John Willis Clark, entonces secretario de la sociedad británica Cambridge Antiquarian Society, que habría de impulsar su vocación por la exploración.
Después de graduarse Maudslay se trasladó a Trinidad para trabajar como secretario particular del gobernador William Cairns. Fue transferido más tarde con su jefe a Queensland y de ahí se mudó a Fiyi para trabajar con Sir Arthur Gordon, quien era el gobernador y estaba en campaña contra los indígenas que se rebelaban en contra del colonialismo inglés. Fue nombrado cónsul británico en Tonga y en Samoa. En febrero de 1880, Maudslay renunció al servicio del gobierno británico para continuar su vocación de arqueología.

## Trabajo como arqueólogo

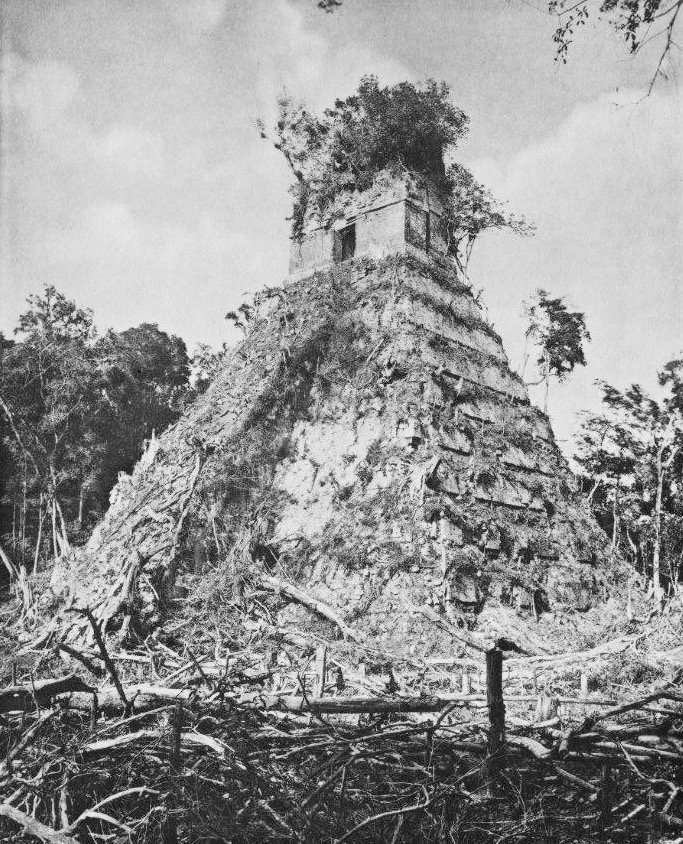
Templo I de Tikal en 1896

Fue en Guatemala donde Maudslay inició el trabajo arqueológico por el que hoy se le recuerda. Estuvo en los sitios arqueológicos de Quiriguá y Copán en donde, con el auxilio de Franz Sarg, comerciante alemán, contrató trabajadores locales para limpiar e investigar las ruinas. Sarg llevó a Maudslay a las entonces recién encontradas ruinas de Tikal y le presentó a un guía local con conocimiento de la zona, Gregorio López. Maudslay fue el primero en describir el sitio de Yaxchilán. 
En el curso de sus investigaciones, Maudslay fue pionero en la utilización de las entonces nuevas técnicas arqueológicas. Contrató al experto italiano Lorenzo Giuntini a fin de hacer copias de yeso al vaciado de piezas y artefactos que trasladó a Inglaterra y que hoy, junto con sus fotografías (negativos), dibujos, planos y descripciones de los lugares que visitó, forman parte de la colección del Museo Británico.
Maudslay hizo un total de seis expediciones a los yacimientos mayas. Los principales lugares que visitó fueron: Chichén Itzá, Copán, Tikal, Ixkún y Palenque. Trece años después de haber empezado su periplo por las ruinas mayas, publicó el resultado de sus trabajos en un compendio de cinco volúmenes llamado Biologia Centrali-Americana, en donde están incluidos muchos dibujos detallados y fotografías, así como un apéndice sobre los calendarios arcaicos escrito por Joseph Thompson Goodman.
En 1892, Maudslay se casó con una estadounidense llamada Anne Cary Morris. Viajaron juntos a Guatemala. Durante ese viaje hicieron trabajos para el Museo Peabody de Arqueología y Etnología de la Universidad de Harvard. Su relato fue publicado en 1899 con el título en inglés de Una mirada a Guatemala.
Maudslay solicitó permiso para hacer una investigación en Monte Albán, Oaxaca, México, pero cuando recibió la autorización sus finanzas no le permitieron llevar a cabo su proyecto. Intentó infructuosamente encontrar apoyo económico por parte del Instituto Carnegie. Los esposos Maudslay se trasladaron a la Ciudad de México, al barrio de San Ángel, donde vivieron durante dos años.
En 1905, Maudslay inició la traducción de la obra de Bernal Díaz del Castillo, Historia verdadera de la conquista de la Nueva España, que terminó el año 1912. En 1907 retornó a Inglaterra, en donde fue nombrado presidente del Royal Anthropological Institute of Great Britain and Ireland. También presidió el XVIII Congreso Internacional de Americanistas en 1912. Escribió sus memorias tituladas Life in the Pacific Fifty Years Ago que fueron publicadas poco antes de su muerte.
Alfred Maudslay murió en enero de 1931 en Hereford, Inglaterra.

## Obras seleccionadas
- (en inglés) Biologia Centrali-Americana: Contributions to the Knowledge of the Fauna and Flora of Mexico and Central America (reimpresión), University of Oklahoma Press, 1983. ISBN 978-0-8061-9919-1.
- Maudslay, Alfred Percival; Maudslay, Anne Cary (1899). A glimpse at Guatemala, and some notes on the ancient monuments of Central America (en inglés). Londres: John Murray. «Reimpresa por la Cambridge University Press, 2010. ISBN 978-1-108-01704-6».
- (en inglés) Life in the Pacific Fifty Years Ago, London: George Routledge & Sons, 1930.